# مینای معمولی

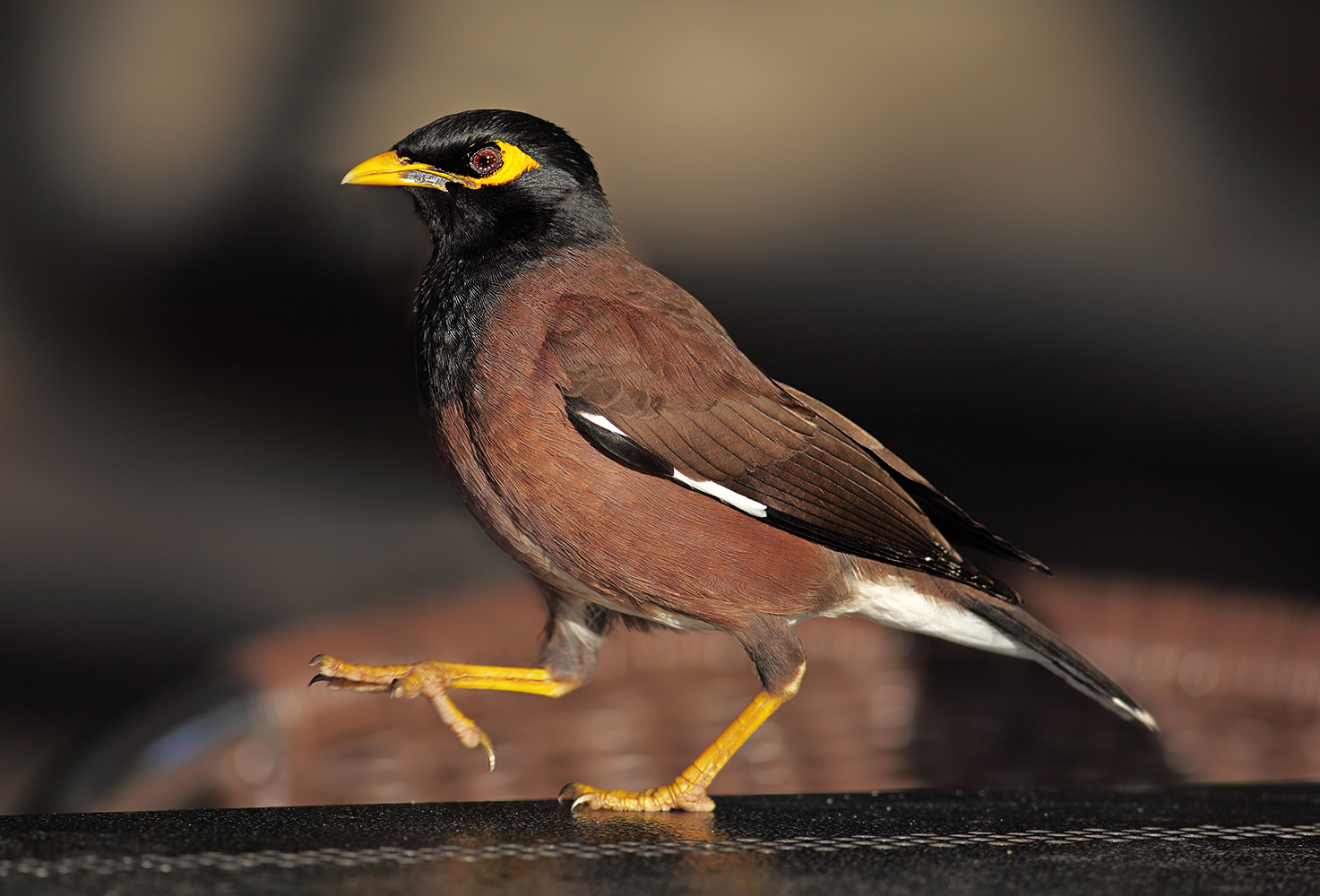
یک مینای معمولی در استرالیا

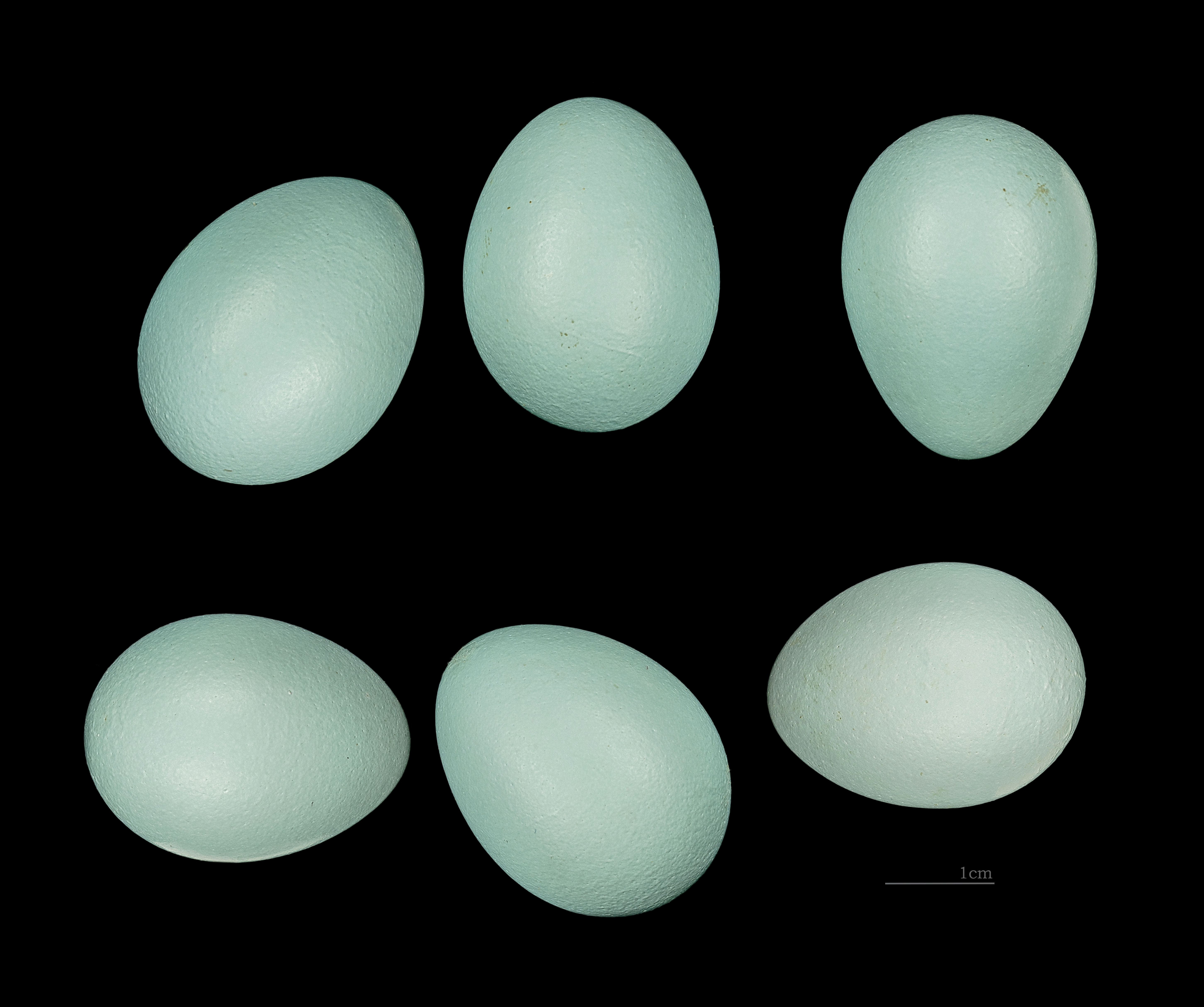
تخم مینای معمولی در موزه تولوز

مینای معمولی یا مینای هندی (نام علمی: Acridotheres tristis) پرنده‌ای از خانوادهٔ سار (و نه طوطی) است. این پرنده بومی آسیا از ایران تا اندونزی است و توسط انسان به مناطق دیگر دنیا معرفی شده و در بسیاری از نقاط به صورت گونهٔ مهاجم درآمده است. این پرنده یک پرندهٔ سخن‌گو است. میناهای هندی نر کامشان سیاه و میناهای هندی ماده کامشان زرد است.
مینای هندی پرنده‌ای با پرهایی سیاه و سفید و منقار زرد است که به دلیل توانایی تقلید صدا و آواز دلنشین، در بسیاری از فرهنگ‌ها نماد هوش و عشق محسوب می‌شود. این پرنده که زیستگاه اصلی آن جنوب آسیا (هند، نپال، سری‌لانکا) است، به دلیل قدرت بالای سازگاری، امروزه در خاورمیانه، آفریقا، استرالیا و دیگر مناطق جهان گسترش یافته است.

## تهدیدی برای محیط زیست
مینای هندی پرنده‌ای همه‌چیزخوار و به شدت قلمروطلب است که سازگاری بسیار عالی با محیط‌های شهری دارد. محدودهٔ زیستی این پرنده در حال گسترش است و یکی از سه نوع پرنده‌ای است که در فهرست بدترین گونه‌های مهاجم (در کنار سار معمولی و بلبل زیردم‌سرخ) قرار گرفته‌اند. به خصوص در استرالیا حضور این پرنده غیربومی مشکلات محیط زیستی زیادی را ایجاد کرده تا جایی که این پرنده در سال ۲۰۰۸ مهم‌ترین آفت در استرالیا نام گرفت. این پرنده در میانه سده ۱۹ (میلادی) به وسیله انسان برای کنترل جمعیت حشرات وارد این کشور شد.
این پرنده تخم‌های پرندگان بومی را می‌خورد، آشیانه‌ها را تخریب و گونه‌های دیگر را از زیستگاه‌هایشان بیرون می‌راند. او می‌تواند صدای پرندگان دیگر را برای جلب توجه یا شکار آنها تقلید کند یا با ایجاد صدا وجود هم‌نوعان خود را از خطر آگاه سازد. این پرنده (به ویژه به صورت گروهی) می‌تواند صداهای آزاردهنده‌ای تولید کند. توانایی او در مقابله با پرندگان بزرگ‌تر مانند کلاغ و تغذیه از محصولات کشاورزی و تخریب آن باعث افزایش نگرانی‌ها شده است.
علاوه بر این، مینای هندی ناقل انگل‌هایی مانند مالاریا و بیماری‌هایی مانند تریکومونیازیس است که به انسان و دیگر موجودات زنده منتقل می‌شوند. به همین دلیل، کشورهای مختلف از جمله کشورهای حوزه خلیج فارس، اقدامات گسترده‌ای برای کنترل جمعیت این پرنده آغاز کرده‌اند. در عمان، کارزاری در منطقه ظفار در دسامبر ۲۰۲۲ شروع شد، و عربستان و قطر برنامه‌های مشابهی برای مدیریت این پرنده اجرا کرده‌اند. در الجزایر، افزایش جمعیت این پرنده باعث نگرانی انجمن‌های محیط زیستی شده و درخواست‌هایی برای مقابله با آن مطرح شده است. در اردن، گسترش این پرنده در سراسر کشور گزارش شده و در لبنان، سازمان‌های محیط زیستی از جمله جمعیت زمین لبنان هشدارهایی دربارهٔ افزایش جمعیت آن و تأثیرات منفی‌اش ارائه داده‌اند.
این پرنده از سال ۲۰۰۰ در فهرست صد گونه مهاجم جهانی اتحادیه بین‌المللی حفاظت از طبیعت قرار دارد. تغییرات اقلیمی و گرمایش زمین باعث افزایش جمعیت این پرنده شده‌اند. تلاش‌هایی مانند ثبت مکان‌های گسترش این پرنده از طریق شبکه‌های اجتماعی نیز انجام شده است.

## در فرهنگ عمومی
در پویانمایی ماجراهای سندباد، «شیلا» از گونه مینای هندی بود.